# Cecidomyia ribesii
Cecidomyia ribesii är en tvåvingeart som först beskrevs av Johann Wilhelm Meigen 1818.  Cecidomyia ribesii ingår i släktet Cecidomyia och familjen gallmyggor.
Artens utbredningsområde är Österrike. Inga underarter finns listade i Catalogue of Life.